# Óscar Pereiro
Pereiro  Sio est un nom espagnol. Le premier nom de famille, en général paternel, est Pereiro ; le second, en général maternel, souvent omis, est Sio.

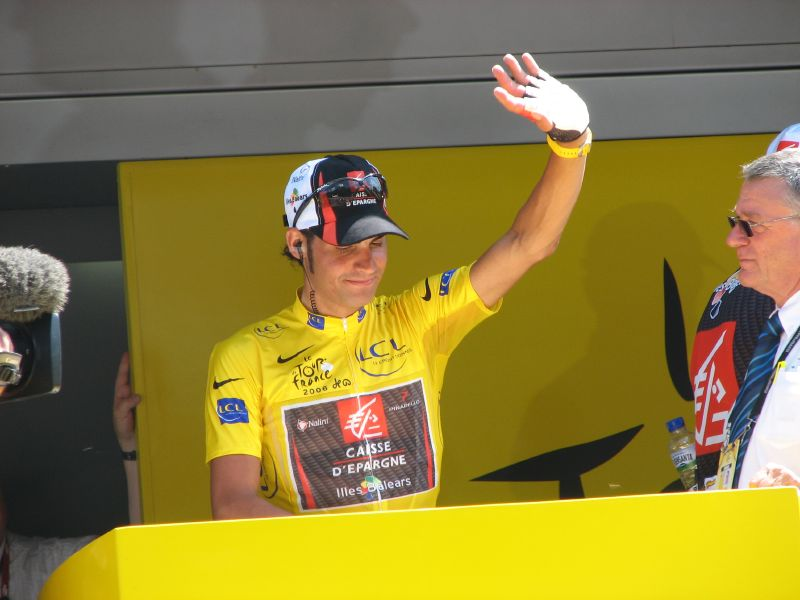
Au Tour de France 2006

Óscar Pereiro Sío, né le 3 août 1977 à Mos (province de Pontevedra, en Galice), est un coureur cycliste espagnol, professionnel de 2000 à 2010. Spécialisé dans les courses montagneuses, Óscar Pereiro compte 7 victoires dans sa carrière dont un succès final attribué a posteriori sur le Tour de France 2006, après le déclassement de Floyd Landis pour dopage.

## Carrière sportive

### Les débuts
Il est professionnel depuis l'an 2000 ayant commencé sa carrière dans l'équipe portugaise Porta da Ravessa, où il remporte la 3e étape du GP Regiao Lisboa e Vale do Tejo et une étape de la Semaine catalane avant de rejoindre en 2002 l'équipe cycliste Phonak, chez qui il restera jusqu'en 2005. Il remportera sous ce maillot notamment la Classique des Alpes 2004 et une étape du Tour de France 2005 qu'il termine à la dixième place. 
Óscar Pereiro rejoint en 2006 l'équipe espagnole Caisse d'épargne - Iles Baléares. Après un début de saison discret, il prend le départ du Tour en tant que lieutenant d'Alejandro Valverde. Celui-ci chute et abandonne lors de la troisième étape, laissant le rôle de leader à son coéquipier, qui va alors réaliser le Tour de sa vie. 

### Victoire sur le Tour de France 2006
Après avoir complètement craqué dans la première étape de montagne, se retrouvant à près de 29 minutes de Floyd Landis au général, Óscar Pereiro se glisse dans l'échappée de la 13e étape, arrivant à Montélimar. Cette étape, la plus longue de l'épreuve, permet aux fuyards de rallier l'arrivée avec trente minutes d'avance sur le peloton, et à Óscar Pereiro de prendre le maillot jaune pour 1 min 29 s, maillot qu'il perd deux jours plus tard à l'Alpe d'Huez, de nouveau au profit de Landis. Son retard n'est alors que de 10 secondes, ce qui laisse le Tour très ouvert. L'étape de La Toussuire, le lendemain, reste dans les mémoires, Landis subissant une terrible défaillance dans la montée finale. Pereiro reprend alors le maillot jaune avec cette fois 8 min 08 s d'avance sur l'Américain, qui semble hors course pour la victoire. 
Mais celui-ci réalise une impressionnante chevauchée le lendemain, vers Morzine, où Pereiro sauve sa tunique pour 12 secondes sur Carlos Sastre et 30 sur Landis, de nouveau candidat à la victoire finale. L'Américain, comme prévu, récupère le maillot jaune à l'issue du contre-la-montre de Montceau-les-Mines et Pereiro semble échouer à la deuxième place de ce Tour extrêmement indécis. Néanmoins, quelques jours après sa victoire, Landis est déclaré positif à la testostérone au contrôle antidopage de l'étape de Morzine. Deuxième au classement, Pereiro est ensuite déclaré vainqueur du Tour de France 2006, le 21 septembre 2007, soit plus d'un an après la course. Il reçoit son maillot jaune le 15 octobre 2007,.

### Chute sur le Tour de France 2008 puis fin de carrière
Lors de la 15e étape du Tour de France 2008, il chute dans la descente du col Agnel, en Italie. Il heurte le parapet et tombe de plusieurs mètres sur la route en contrebas. Souffrant d'une fracture de l'humérus gauche, il abandonne la course.
En 2009, il abandonne sur le Tour de France à cause d'une fatigue généralisée, et pense sérieusement à mettre un terme à sa carrière.

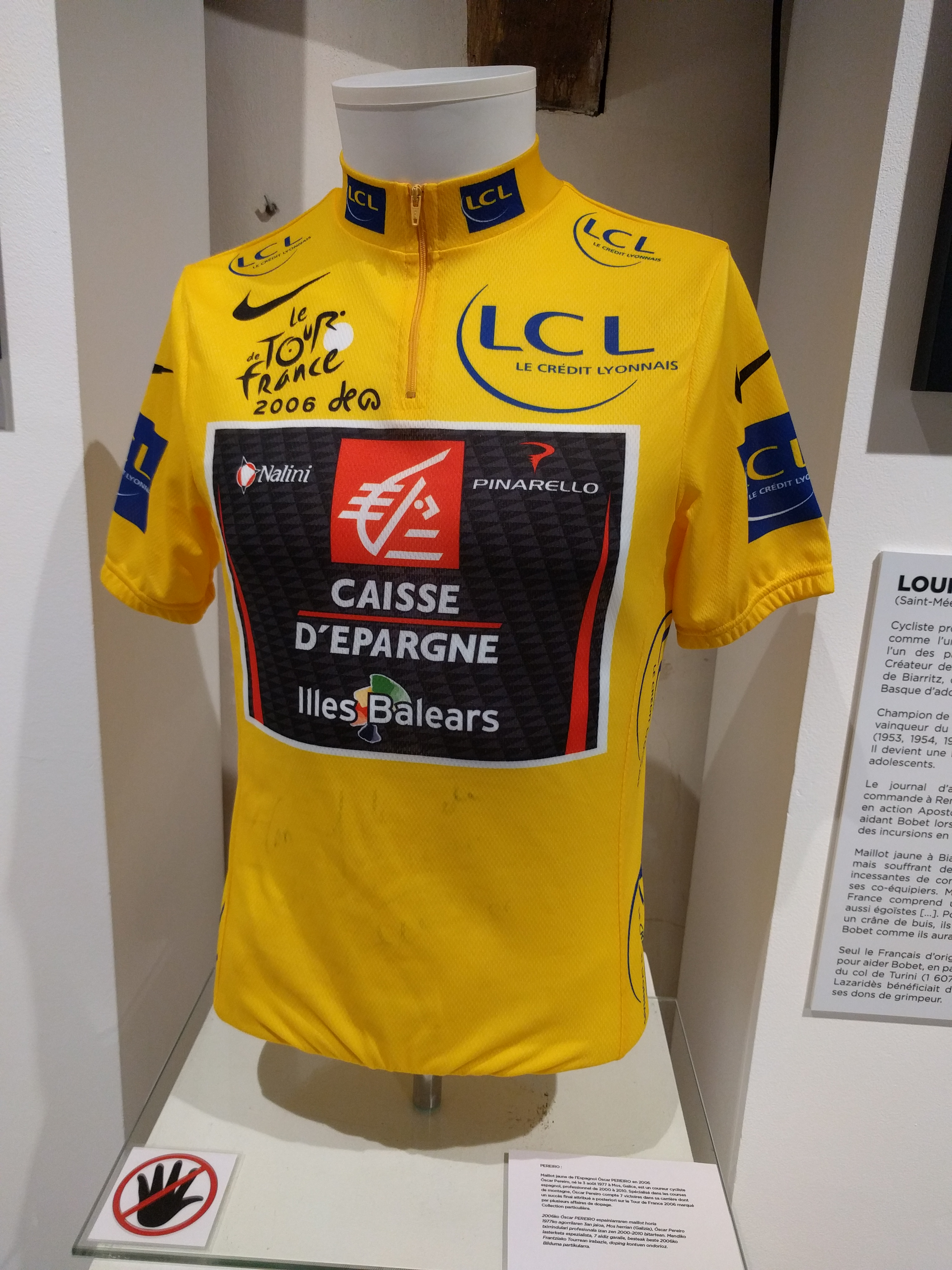
Maillot jaune de Pereiro, Tour de France 2006.

Il signe chez Astana pour la saison 2010 et annonce après sa non-sélection pour le Tour de France qu'il s'agit de son ultime saison dans les pelotons professionnels.
Après seulement une année passée chez Astana, il décide de prendre sa retraite sportive à la fin de la saison 2010,.

### Autres sports
Il signe pour jouer dans l'équipe d’un club de football de troisième division espagnole, le Coruxo FC, où il envisage de jouer avec l'équipe B en deuxième division régionale et de s'entraîner avec l'équipe première quelques jours par semaine. Il fait ses débuts au poste d’ailier gauche le 19 décembre 2010 en jouant 24 minutes. Il joue un autre match dans la saison durant lequel il marque deux buts.
Il débute également une carrière en rallye en étant copilote de Luis Penido en septembre 2011 au rallye de San Froilán, course du championnat de Galice des rallyes.

## Affaires de dopage

### Les deux contrôles positifs au salbutamol sur le Tour de France 2006
Le 18 janvier 2007, le quotidien Le Monde révèle qu'Óscar Pereiro a été contrôlé deux fois  positif au salbutamol lors des étapes de Gap et de La Toussuire Les Sybelles sur le Tour de France 2006. À chaque fois, il s'est justifié en présentant une Autorisation à usage thérapeutique (AUT) délivrée par l'UCI. Le salbutamol est utilisé pour le traitement de l'asthme. L'agence française de lutte contre le dopage (AFLD) souhaite maintenant obtenir le dossier médical du coureur espagnol pour vérifier qu'il souffre bien d'une maladie justifiant l'usage de ce médicament. Or, jusqu'au 18 janvier 2007, Pereiro n'avait fourni aucun élément,. Le lendemain, le 19 janvier 2007, l'AFLD reçoit par fax les justificatifs médicaux du coureur. Le 25 janvier 2007, l'AFLD déclara le cas de Pereiro clos, l'Espagnol ayant soumis assez de documents pour expliquer sa consommation de salbutamol.

### L'Affaire Puerto
En mai 2007, Pereiro porte plainte contre le quotidien italien Il Giornale qui n'avait pas hésité à publier la relation Urco/Pereiro (Urco est le n°9 de l'Affaire Puerto) affirmant que le chien de l'ancien vainqueur du Tour s'appelait Urco. Il nie les faits et refuse de se soumettre à un test ADN. Le 4 janvier 2011, il est mis hors de cause de l'Affaire Puerto. D'après les investigations de l'Opération Galgo, les poches de sang n°9 du Dr. Fuentes appartiendraient à l'athlète Marta Domínguez : son numéro de téléphone aurait été associé au pseudonyme Urco.

## Palmarès sur route

### Palmarès amateur
- 1999
  - Tour du Portugal de l'Avenir :
    - Classement général
    - 3e étape (contre-la-montre)

  - Grand Prix de la ville de Vigo

### Palmarès professionnel
| - 2001 - 3e étape du Grande Prémio Regiao Lisboa e Vale do Tejo - 2002 - 5e étape de la Semaine catalane - 3e de la Prueba Villafranca de Ordizia - 2003 - 6e étape du Tour de Suisse - 2e du Tour de Burgos - 3e du Tour de Suisse - 10e de Paris-Nice - 2004 - Classique des Alpes - 7e de Paris-Nice - 9e du Critérium du Dauphiné libéré - 10e du Tour de France - 2005 - Prologue du Tour de Romandie - Tour de France : - Prix de la combativité - 16e étape - 2e de l'Eindhoven Team Time Trial (contre-la-montre par équipes) - 6e du Tour du Pays basque - 7e du Tour de Romandie - 10e du Tour de France | - 2006 - Classement général du Tour de France - 2007 - 1re étape du Tour de Catalogne (contre-la-montre par équipes) - 2e du Tour du Limousin - 10e du Tour de France - 2008 - 3e du championnat d'Espagne sur route - 2009 - 2e étape du Tour méditerranéen (contre-la-montre par équipes) |  |

## Résultats sur les grands tours

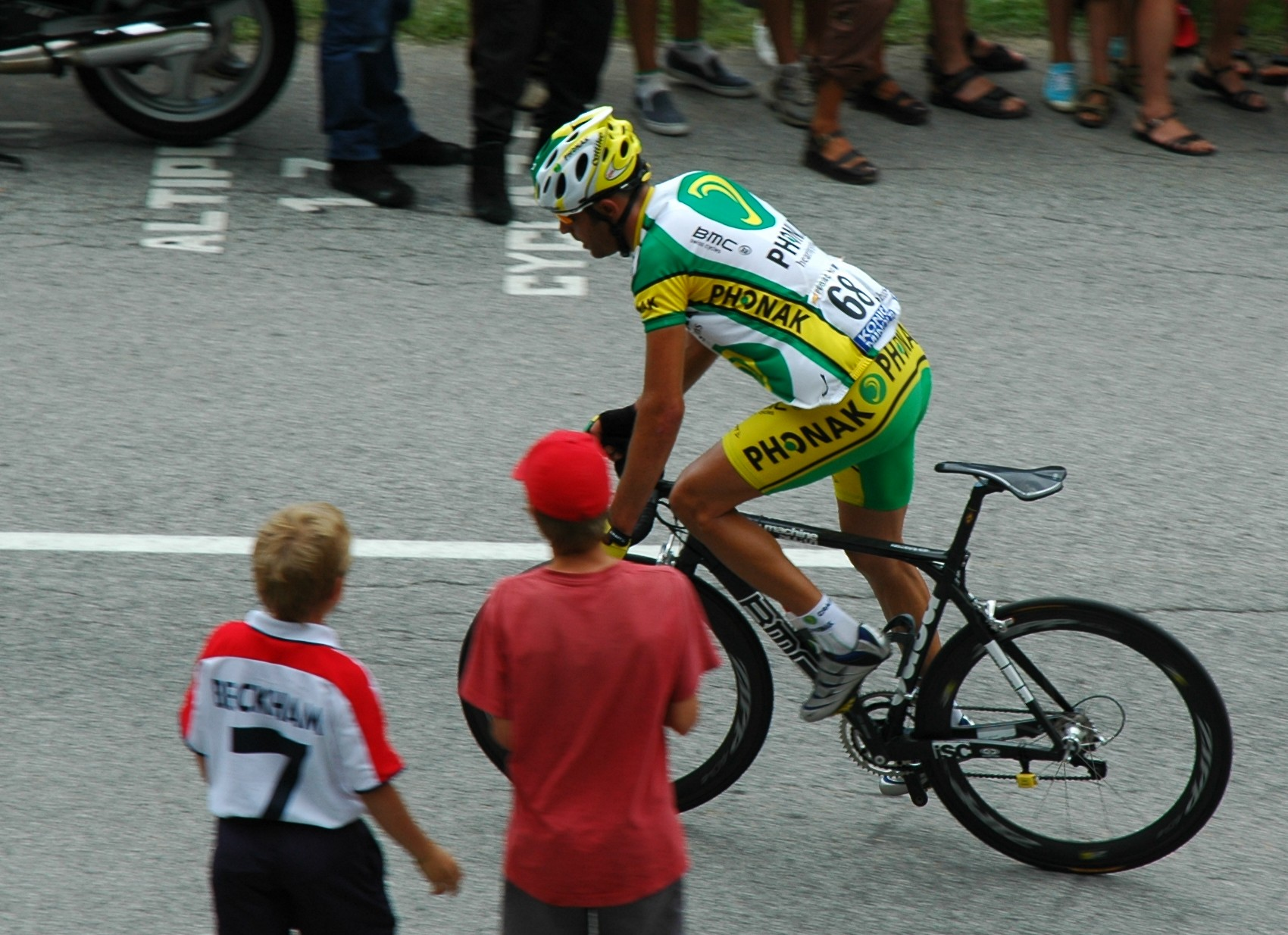
Au Tour de France 2005

### Tour de France
6 participations
- 2004 : 10e
- 2005 : 10e, vainqueur de la 16e étape (Pau),  vainqueur du prix de la combativité
- 2006 :  Vainqueur du classement général (à la suite du déclassement de Floyd Landis pour dopage),  maillot jaune pendant 8 jours[16]
- 2007 : 10e
- 2008 : abandon (15e étape)
- 2009 : abandon (8e étape)

### Tour d'Espagne
5 participations
- 2002 : 30e
- 2003 : 17e
- 2005 : 25e
- 2006 : 49e
- 2007 : abandon (8e étape)

### Tour d'Italie
1 participation
- 2002 : 11e

## Palmarès en cyclo-cross
- 1996-1997
  - 3e du championnat d'Espagne de cyclo-cross espoirs
- 1997-1998
  -  Champion d'Espagne de cyclo-cross espoirs
- 1998-1999
  - 2e du championnat d'Espagne de cyclo-cross